# مظفر طیب اوسلو
مظفر طیب اوسلو (به ترکی استانبولی: Muzaffer Tayyip Uslu)، (دسامبر ۱۹۲۲ استانبول - ۳ ژانویه ۱۹۴۶ زونگولداغ) شاعر ترک که در ۲۴ سالگی در اثر ابتلا به بیماری سل درگذشت. او در دوران تحصیلش در دبیرستان زونگولداغ، از شاگردان شاعر ترک «بهجت نجاتیگیل» بود و تحت تأثیر و راهنمایی او قرار گرفت.
پس از مرگش داستان زندگی و شعرهایش به همراه دوست دیگرش رشدی انور که او هم از شاگردان بهجت نجاتیگیل بود، به صورت یک مجموعه ادبی با نام «شاعران زونگولداغ» منتشر شد. از زندگی کوتاه آنها فیلمی با نام رویای یک پروانه ساخته شده‌است.
مظفر اوسلو هر چند متولد استانبول است اما قسمت عمده زندگی خود را در زونگولداغ گذراند و به همین دلیل یکی از شاعران این شهر شمرده می‌شود.

## زندگی
مظفر اوسلو متولد شهر استانبول و فرزند پدری از تبار آلبانیایی بود. سالهای تحصیل خود را در شهرهای استانبول، مرسین و زونگولداغ سپری کرد.
و پس از آن برای تحصیلات تکمیلی به استانبول رفت، اما به دلیل فقر مالی و بیماری جسمی نتوانست تحصیلاتش را در گروه فلسفه دانشکده ادبیات دانشگاه استانبول به اتمام برساند و ناچار به کار در شهر زونگولداغ پرداخت. جایی که با راهنمایی استادش بهجت نجاتیگیل و همراهی دوست شاعرش رشدی اُنور پس از انتشار اشعارش، در مجموعه حضور (به ترکی استانبولی: Varlık) که در استانبول انتشار می‌یافت، به عنوان یکی از بهترین شاعران ترک پذیرفته شد. او بر خلاف دردهای زندگی‌اش، در اشعارش زیبایی زیستن را با غمی پنهان به تحریر درآورده است. 
وی در سال ۱۹۴۵، کمی پیش از مرگش، شعرهایش را در کتابی به نام «برای اکنون» (به ترکی استانبولی: Şimdilik) جمع‌آوری و منتشر کرد و نگارش مقدمه آن را به دوست روزنامه‌نگارش مظفر سویسال سپرد. 
اوسلو در سن بیست و چهار سالگی در اثر ابتلا به بیماری سل، در خانه پدری و در آغوش مادرش جان سپرد.

## پس از مرگ
- در سال ۱۹۵۶ نجاتی جومالی، شاعر و نویسنده نامدار ترک، اشعار و چکیده نوشته‌های او را در کتابی به نام «مظفر طیب» جمع‌آوری و منتشر کرد.
- در ۲۲ فوریه ۲۰۱۳، زندگی او و دوستش «رُشدی اُنور» دستمایه ساخت فیلم با نام «رویای یک پروانه» به کارگردانی یلماز اردوغان و هنرپیشگی کیوانچ تاتلیتوغ در نقش مظفر طیب اوسلو قرار گرفت.
- در دانشگاه «بولنت اجویت» در دانشکده ابن‌سینا، سالن مطالعه‌ای به نام این شاعر نام‌گذاری شده‌است.